# 巴塞利纽什
巴塞利纽什是葡萄牙布拉加区的一个堂区。总面积2.56平方公里，总人口1899人，人口密度741.8人/平方公里。